# 超微内核
在電腦科學中，奈核心是一個專門負責處理中斷（由硬體發出、產生）的小程式，奈核心也可以對其他程式發出中斷，並由其控制資訊的流程，其概念近似於硬體抽象層。
絕大多數一般性用途的奈核心是用來將硬體虛擬化，使單一部硬體可以同時執行多個作業系統，舉例來說，蘋果電腦即是將奈核心技術用在「經典」模式下的PowerPC版Mac OS上，將PowerPC電腦（使用PowerPC處理器的Mac電腦）的中斷轉譯成過去68k電腦（使用68k處理器的Mac電腦）的中斷，然後再交由68k emulator的實擬（實效模擬）程式來處理中斷。
之後，在Mac OS 8.6作業系統中，奈核心也用來管理「Multiprocessing Services 2.0」的軟體工作。至於其他的例子還包括Adeos，這是用於Linux作業系統的奈核心軟體，Adeos可以讓Linux電腦在執行Linux作業系統時也同時執行其他的作業系統。
此外奈核心也可以像個硬體電路板上的裝置（晶片），例如像個中斷控制器或計時器，並透過裝置驅動程式來管理奈核心，而不是由作業系統的核心程式來管理。
奈核心這個專業術語有時也有較為非正式的通俗稱法，稱為「非常輕量性的微核心」，例如L4微核心系列即是。

## 相關參見
- 内核
- 外内核 (Exokernel)
- 微内核 (Micro kernel)
- 混合内核 (Hybrid kernel)
- 单内核 (Monolithic kernel)
- LSE/OS
- KeyKOS
- EROS (Extremely Reliable Operating System)

## 外部連結
- KeyKOS奈核心架構 -（英文）